# São Francisco do Maranhão
São Francisco do Maranhão – miasto i gmina w Brazylii, w Regionie Północno-Wschodnim, w stanie Maranhão.
Ma powierzchnię 2437,19 km². Według danych ze spisu ludności w 2010 roku gmina liczyła 12 146 mieszkańców, a gęstość zaludnienia wynosiła 5,17 osób/km². Dane szacunkowe z 2019 roku podają liczbę 12 210 mieszkańców.
W 2017 roku produkt krajowy brutto per capita wyniósł 6031,69 reali brazylijskich.